# Sąd Konstytucyjny (Kongo)
Sąd Konstytucyjny Konga (fr. Cour Constitutionnelle du Congo) – kongijski sąd konstytucyjny, organ władzy sądowniczej. Został utworzony na mocy konstytucji z dnia 20 stycznia 2002 roku.

## Historia
Sąd Konstytucyjny został utworzony na mocy konstytucji z dnia 20 stycznia 2002 roku i zastąpił tym samym istniejącą wcześniej Radę Konstytucyjną (fr. Conseil Constitutionnel), która wraz z sądem najwyższym (fr. Cour suprême) odpowiadała za kontrolę konstytucyjności ustaw, traktatów i zobowiązań międzynarodowych. Wówczas jego organizację i funkcjonowanie określała ustawa organiczna nr 1-2003 z dnia 17 stycznia 2003 roku.
W przeważającej części uprawnienia pozostały takie same, jak uprawnienia poprzednio przyznane Radzie Konstytucyjnej: kontrola zgodności ustaw, traktatów i umów międzynarodowych z konstytucją; kontrola prawidłowości wyborów prezydenckich, parlamentarnych i senatorskich; kontrola referendów; wydawanie zawiadomień o zgodności ustaw organicznych z Konstytucją.
Obecnie Sąd Konstytucyjny działa na podstawie konstytucji z 2015 roku oraz na podstawie ustawy organicznej nr 28-2018 z dnia 7 sierpnia 2018 roku.

## Członkowie
Sąd Konstytucyjny składa się z dziewięciu członków, w tym co najmniej sześciu prawników. Sędziowie nominowani są w następujący sposób:
- trzech przez prezydenta, z których co najmniej dwóch ma doświadczenie w dziedzinie prawa;
- dwóch przez przewodniczącego Senatu, z których co najmniej jeden ma doświadczenie w dziedzinie prawa;
- dwóch przez przewodniczącego Zgromadzenia Narodowego, z których przynajmniej jeden ma doświadczenie w dziedzinie prawa;
- dwóch przez Sąd Najwyższy spośród członków tej jurysdykcji;

Kadencja członków Sądu Konstytucyjnego trwa cztery lata i może być przedłużona dwukrotnie. Członkowie Sądu nie mogą pełnić innych funkcji państwowych. Członkiem Sądu nie może być osoba skazana.
28 grudnia 2018 roku, na podstawie art. 6 ustawy organicznej nr 28-2018 z dnia 7 sierpnia 2018 roku, przed Zgromadzeniem Narodowym zostali zaprzysiężeni wszyscy członkowie Sądu.
| Funkcja    | Imię i nazwisko          |
| ---------- | ------------------------ |
| Prezes     | Auguste Iloki            |
| Wiceprezes | Pierre Passi             |
| Członek    | Jacquce Bombete          |
| Członek    | Marc Massamba Ndilou     |
| Członek    | Delphine Emmanuel Adouki |
| Członek    | Nadia Macosso            |
| Członek    | Essamy N'Gatse           |
| Członek    | Norbert Elenga           |
| Członek    | Placide Moudoudou        |

## Prezydium
Prezesa Sądu Konstytucyjnego powołuje prezydent spośród członków Sądu.
Dekretami nr 2018-456 i 2018-457 z dnia 15 grudnia 2018 roku, prezesem Sądu Konstytucyjnego został Auguste Iloki, a wiceprezesem Pierre Passi.

### Obowiązki prezesa
Prezes Sądu Konstytucyjnego kieruje uroczystymi obradami i jawnymi rozprawami Sądu. Odpowiada za funkcjonowanie Sądu Konstytucyjnego i dyscyplinę jego członków o raz jest jego przedstawicielem. Jest także głównym dysponentem środków niezbędnych do jego funkcjonowania. Określa, w drodze rozporządzenia, przepisy finansowe przyjęte przez Zgromadzenie Ogólne Sądu Konstytucyjnego.

## Sekretariat generalny
Sekretariat Generalny Sądu Konstytucyjnego jest centralnym organem administracyjnej organizacji Sądu. Na jej czele stoi sekretarz generalny powołany przez Radę Ministrów.
Odpowiada za:
- podejmowanie środków niezbędnych do przygotowania i organizacji pracy Sądu;
- przyjmowanie odwołań wniesionych do Sądu;
- pomaganie sprawozdawcy w przygotowywaniu decyzji i przygotowywaniu sprawozdania;
- sporządzanie sprawozdania z prac Sądu;
- redagowanie i publikowanie corocznych orzeczeń i opinii Sądu;
- przygotowanie i wykonanie budżetu Sądu;
- zarządzanie wyposażeniem Sądu;
- zarządzanie archiwami i dokumentacją Sądu.

### Sekretarz generalny
Sekretarz Generalny kieruje z upoważnienia prezesa obsługą prawną, administracyjną, finansową i protokolarną. Może on, z upoważnienia prezesa, podpisywać wszystkie akty lub decyzje administracyjne. Spisuje także protokół z posiedzeń, pod którym podpisuje się prezes Sądu.
Obecnym sekretarzem generalnym jest Antonim Mokoko, jego zastępcą jest Emmanuel Poupet.

## Siedziba
Sąd Konstytucyjny mieści się na Boulevard Alfred Raoul 543 w Brazzaville.